# Raquel Devine
Raquel Devine (Meridian, 10 agosto 1967) è un'ex attrice pornografica statunitense, inserita nella AVN Hall of Fame nel 2010.

## Biografia
Della sua vita si conosce poco prima del suo ingresso a 30 anni nel 1997 nell'industria pornografica, divenendo una attrice del genere MILF.
Nella sua carriera ha girato oltre 350 scene, lavorando con case di produzione quali Wicked Pictures, Digital Playground, Penthouse, Vivid Entertainment, Elegant Angel, Brazzers e altri. Nel 2010 è stata inserita nella Hall of Fame dagli AVN Awards.

## Riconoscimenti
- AVN Awards
  - 2010 – Hall of Fame[5]